# Heber Gómez
Hèber Ruben Gómez Contreras (El Carrizal, Veracruz; 3 de noviembre de 1977 en la localidad de El Carrizal Veracruz, México) es un conocido jugador profesional de béisbol. Forma parte del equipo Venados de Mazatlán en la LMP y Sultanes de Monterrey en la LMB. Jugó en la posición de infilder (principalmente SS).

## Trayectoria deportiva

### Comienzos
Debutó con Venados de Mazatlán en el año de 1998 en la liga Mexicana del Pacífico y en el año 1996 con los Olmecas de Tabasco en la Liga Mexicana de Béisbol.

### Carrera nacional
Ha pertenecido al equipo de México en la Serie del Caribe "Los venados de Mazatlán"

## Palmarés
- Venados de Mazatlán (Número 34 retirado, 2015)
- Tres veces campeón en serie del Caribe
- Campeón de bateo LMP (Campaña 2002-2003)

- Datos: Q24254343